# Locomotiva FS 829
Le locomotive FS 829 sono state un gruppo di locomotive a vapore che ha prestato servizio dal 1900 al 1940.
Inserite nel parco della Rete Mediterranea (RM) dove erano numerate RM 6801-6806, classiche locomotive-tender dell'inizio del Novecento dopo l'alienazione dal parco FS prestarono servizio presso altre aziende ferroviarie e su raccordi industriali.
Dal loro progetto ebbe origine quello del gruppo RM 6807-6820, poi 830 FS, e quest'ultimo fu all'origine del notissimo gruppo 835 FS.

## Progetto, costruzione e vicende storiche
Le sei locomotive del gruppo RM 6801-6806 furono costruite dalle Costruzioni Meccaniche di Saronno nel 1900.
In seguito alla statalizzazione delle ferrovie italiane, dal 1905 entrarono a far parte nel parco delle Ferrovie dello Stato, che le classificarono dapprima nel gruppo FS 828 (numerazione FS 8281-8286). Nel 1907 vennero riclassificate nel gruppo FS 829 con la numerazione 8291-8296. A partire dal 1918 ricevettero la numerazione definitiva FS 829.001-006.
Alla data del 31 dicembre 1922 le cinque unità in ordine di marcia (la sesta era in officina in attesa della grande riparazione o della radiazione) erano assegnate al deposito locomotive di Arona.
Il piccolo gruppo 829 FS fu radiato dal parco FS negli anni trenta. L'unità 001 nel 1935 fu venduta alla Fiat Sezione Materiale Ferroviario e venne utilizzata per le manovre all'interno del suo stabilimento di Torino. La 006 nel 1936 fu venduta all'acciaieria ILVA di Savona.
Tali macchine prestarono servizio fino agli anni cinquanta.

## Caratteristiche
Le locomotive poi FS 829 erano macchine a vapore saturo, a espansione semplice, con motore a cilindri gemelli.
Potendo erogare la massima potenza alla velocità di 30 km/h ed essendo dotate del freno ad aria compressa, automatico e moderabile, furono destinate al servizio su linee secondarie.
Il loro motore fu inserito nel progetto delle locomotive RM 6807-6820. In quest'ultimo fu previsto l'uso di una caldaia di maggiori dimensioni per aumento del fascio tubiero, che nella pratica permise un aumento della produzione di vapore del 7 %.
In occasione delle grandi riparazioni la caldaia delle FS 830 fu montata anche sulle 829, con le necessarie modifiche del telaio, ottenendo così un aumento delle prestazioni.

## Conservazione museale
La locomotiva RM 6801, poi FS 829.001, costruita dalle Costruzioni Meccaniche di Saronno nel 1900, numero di costruzione 127, è conservata ad Alpignano (Torino) nel parco della casa editrice Alberto Tallone Editore.

### Fonti a stampa
- Carlo Abate, La locomotiva a vapore, Milano, Hoepli, 1924.
- Pietro Accomazzi, Nozioni elementari sulla locomotiva delle strade ferrate, 7ª ed. riveduta ed ampliata sulle precedenti dall'ing. Ercole Garneri delle Ferrovie dello Stato, Torino-Genova, Lattes Editori, 1923.
- Guido Corbellini, Il cinquantenario delle Ferrovie dello Stato, in 1905-1955. Il Cinquantenario delle Ferrovie dello Stato, in Ingegneria ferroviaria, 9 (1955), n. 5-6, pp. 333-528, ISSN 0020-0956 (WC · ACNP).
- Manlio Diegoli, La trazione a vapore, in Ingegneria ferroviaria, 16 (1961), n. 7-8, pp. 671-680, ISSN 0020-0956 (WC · ACNP).
- Ferrovie dello Stato. Direzione generale. Servizio Trazione, Album dei tipi delle locomotive ed automotrici, Firenze, Ferrovie dello Stato, 1915, vol. II, tav. 153.
- Ferrovie dello Stato. Direzione generale. Servizio Trazione, Album dei tipi delle locomotive ed automotrici, Firenze, Ferrovie dello Stato, 1923, Appendice II, prospetti.

### Storiografia e complementi
- Edoardo Altara, Compendio storico-tecnico delle ferrovie italiane, vol. 2° La trazione a vapore, l'elettrificazione, la trazione Diesel, il materiale rotabile rimorchiato, Cortona, Calosci, 2013, ISBN 978-88-7785-282-3.
- Italo Briano, Storia delle ferrovie in Italia, Milano, Cavallotti, 1977, volume 1. Le vicende.
- Italo Briano, Storia delle ferrovie in Italia, Milano, Cavallotti, 1977, volume 2. La tecnica 1.
- Franco Castiglioni, Vapore 1992. Le locomotive conservate in Italia. Musei, monumenti e vapore attivo, Torino, Gulliver, 1992, ISBN 88-85361-39-0.
- Giovanni Cornolò, Locomotive a vapore FS, 2ª ed., Parma, Ermanno Albertelli, 1998, ISBN 88-85909-91-4.
- Alcide Damen, Valerio Naglieri e Plinio Pirani, Treni di tutto il mondo. Italia. Locomotive a vapore, Parma, Ermanno Albertelli, 1971.
- (EN) Peter Michael Kalla-Bishop, Italian State Railways steam locomotives, Abingdom, R. Tourret, 1986, ISBN 0-905878-03-5.
- Angelo Nascimbene e Aldo Riccardi, FS anni '50, Prima parte: Trazione a vapore e Diesel, Albignasego, Duegi, 1995, ISSN 1124-4232 (WC · ACNP).
- Angelo Nascimbene, Aldo Riccardi, con la collaborazione di Federico Rigobello e Pierluigi Scoizzato, 1905-2005. Cento anni di locomotive a vapore delle Ferrovie dello Stato, in Tutto treno tema, n. 20, 2005,  pp. 53-56, 59, ISSN 1124-4232 (WC · ACNP).
- Aldo Riccardi, Marco Sartori e Marcello Grillo, Locomotive a vapore in Italia. Dalle tre Reti alle FS. 1885-1905, Firenze, Pegaso, 2011, ISBN 978-88-95248-38-7.
- Aldo Riccardi, Marco Sartori e Marcello Grillo, Locomotive a vapore in Italia. Ferrovie dello Stato. 1905-1906, Firenze, Pegaso, 2013, ISBN 978-88-95248-40-0.
- (EN)  R. Tourret, Allied military locomotives of the Second World War, Abingdom, R. Tourret, ISBN 0-905878-06-X.